# Kivijärvi (Kannonkoski)
Kivijärvi – jezioro w Finlandii, w regionie Finlandia Środkowa. Jego powierzchnia wynosi 154,03 km², co czyni je 30. jeziorem Finlandii. Kivijärvi ma wydłużony kształt, 48 km długości i rozciąga się z północy na południe. Należy do zlewni rzeki Kymijoki. Leży na terenie gmin Kivijärvi, Kannonkoski i Kinnula.
Kivijärvi jest największym ze 126 fińskich jezior noszących tę nazwę. Nazwa (dosł. „Jezioro Kamienne”) pochodzi od licznych głazów występujących na wybrzeżach jeziora oraz w samym jeziorze.
Najgłębszą częścią jeziora jest basen Lintuselkä o głębokości dochodzącej do 43,78 m, natomiast średnia głębokość jeziora to 8,36 m.
Jezioro obfituje w ryby, najwięcej jest sandaczy i szczupaków. Inne spotykane tu gatunki to leszcz, miętus, okoń, płoć, sieja, troć jeziorowa.